# Faustino Harrison
Faustino Harrison Usoz (Flores, 21 de mayo de 1900 - Montevideo, 20 de agosto de 1963) fue un político uruguayo perteneciente al Partido Nacional que se desempeñó como presidente del Consejo Nacional de Gobierno entre 1962 y 1963.
Graduado como escribano en 1928, desarrolló su actividad en el departamento de Florida, en el que fue profesor de Enseñanza Secundaria. Militante dentro del Partido Nacional, al producirse en 1951 la renuncia de Alberto Gallinal Heber al cargo de Intendente Municipal de Florida, Harrison, como suplente suyo, asumió la titularidad del ejecutivo departamental hasta 1955. 
Cofundador de la Liga Federal de Acción Ruralista, en las elecciones generales de 1958 fue elegido como Consejero Nacional de Gobierno por la mayoría herrero-ruralista del Partido Nacional. Al ocupar el cuarto lugar en la lista triunfadora, le correspondió presidir el Consejo en el último año del período, desde el 1 de marzo de 1962 hasta el 1 de marzo de 1963. Falleció pocos meses después, el 20 de agosto de 1963. 
Su famosa frase, «A la democracia hay que darle vacaciones», es citada con frecuencia entre miembros de distintos partidos políticos del país.